# Yvonne Sugden
Pour les articles homonymes, voir Sugden.
Yvonne de Montfort Boyer Sugden, née le 14 octobre 1939 à Amersham (Buckinghamshire), est une patineuse artistique britannique, triple championne de Grande-Bretagne de 1954 à 1956 et double vice-championne d'Europe en 1955 et 1956.

## Biographie

### Carrière sportive
Yvonne Sugden est triple championne de Grande-Bretagne entre 1954 et 1956.
Elle représente son pays à cinq championnats européens (1952 à Vienne, 1953 à Dortmund, 1954 à Bolzano, 1955 à Budapest et 1956 à Paris) où elle obtient une médaille de bronze en 1954 et deux médailles d'argent en 1955 et 1956 ; cinq mondiaux (1951 à Milan, 1953 à Davos, 1954 à Oslo, 1955 à Vienne et 1956 à Garmisch-Partenkirchen) ; et les Jeux olympiques d'hiver de 1956 à Cortina d'Ampezzo.

## Palmarès
| Compétitions principales        | 1951    | 1952    | 1953    | 1954    | 1955    | 1956    |  |  |  |  |  |  |  |  |
| Jeux olympiques d'hiver         |         |         |         |         |         | 4e      |  |  |  |  |  |  |  |  |
| Championnats du monde           | 19e     |         | 8e      | 6e      | 8e      | 4e      |  |  |  |  |  |  |  |  |
| Championnats d’Europe           |         | 18e     | 5e      | 3e      | 2e      | 2e      |  |  |  |  |  |  |  |  |
| Championnats de Grande-Bretagne |         | 2e      | 2e      | 1re     | 1re     | 1re     |  |  |  |  |  |  |  |  |
|                                 |         |         |         |         |         |         |  |  |  |  |  |  |  |  |
| Autre Compétition               | 1950/51 | 1951/52 | 1952/53 | 1953/54 | 1954/55 | 1955/56 |  |  |  |  |  |  |  |  |
| Trophée Richmond                |         | 6e      | 1re     | 1re     |         | 1re     |  |  |  |  |  |  |  |  |
|                                 |         |         |         |         |         |         |  |  |  |  |  |  |  |  |